# دیانا الجیرودی
دیانا الجیرودی (عربی: ديانا الجيرودي؛ زادهٔ ۱۵ ژانویهٔ ۱۹۷۷) کارگردان فیلم و تهیه‌کننده اهل سوریه است.
او اولین فرد سوریه‌ای است که در جشنواره فیلم کن و در سال ۲۰۱۴ به عنوان داور حضور داشته‌است. او همچنین اولین فرد سوریه‌ای است که از او برای حضور در آکادمی علوم و هنرهای سینما به عنوان یک عضو، در سال ۲۰۱۷ دعوت شده‌است.